# Pirita (fiume)
Il Pirita è un fiume nel nord dell'Estonia che sfocia nel Golfo di Finlandia presso l'area abitata di Pirita, distretto periferico di Tallinn.
Il fiume ha ospitato le gare di Vela di Mosca 1980.